# Município de Concord (condado de Champaign, Ohio)
Localização do Ohio nos E.U.A.
O município de Concord (em inglês: Concord Township) é um município localizado no condado de Champaign no estado estadounidense de Ohio. No ano de 2018. tinha uma população de 1.640 habitantes

## Geografia
O município de Concord encontra-se localizado nas coordenadas 40° 10′ 08″ N, 83° 50′ 59″ O. Segundo a Departamento do Censo dos Estados Unidos, o município tem uma superfície total de 78.13 km², da qual 77,94 km² correspondem a terra firme e (0,24 %) 0,19 km² é água.

## Demografia
Segundo o censo de 2018, tinha 1.640 pessoas residindo no município de Concord.